# Hößlin (Adelsgeschlecht)

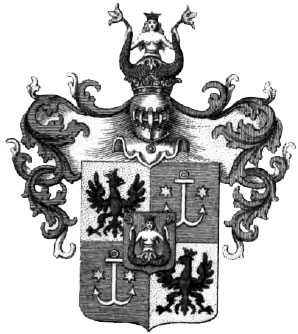
Wappen von Hößlin

Hößlin (auch Hösslin, Hoeßlin, Hoesslin, griechisch Έσσλιν) ist ein weitverzweigtes bayerisches Adelsgeschlecht aus dem Augsburger Patriziat.

## Geschichte
Schon 1420 finden sich in der Freien Reichsstadt Augsburg Bürger gleichen Namens, die als Stifter auftraten und es kann dies als ein Hinweis betrachtet werden, dass es sich um Bürger in einer gewissen Wohlstandssituation gehandelt hat. Das sich in vielen Linien, Ästen und Zweigen (wovon eine beachtliche Anzahl im Mannesstamm erloschen ist) teilende Geschlecht beginnt mit Gallus Hößlin, Bürger der Freien Reichsstadt Lindau. Genannter wurde um 1500 geboren und war mit Anna Balthasarin verheiratet. Aus der Ehe gingen zwei Söhne und eine Tochter hervor:

„Der Mädchenname der Mutter wird zum Vornamen des Sohnes, und so erhalten von da an alle männlichen Nachkommen den Namen Balthasar als dem Rufnamen hinzugefügten Beinamen“

Der Goldschmied Bartholomäus Balthasar Hößlin (* 24. Juli 1659 Lindau; † 1. Dezember 1704 Augsburg) heiratete am 16. August 1687 Maria Jakobine Rad und zog 1688 von Lindau nach Augsburg. 1690 gründete er mit seinem Schwiegervater Christoph Rad (dem Ältern) (* 1628; † 1710) das Handelshaus ’Rad & Hößlin’, das bald darauf an den Messeplätzen Frankfurt und Leipzig nachweisbar ist und die europäischen Fürstenhöfe mit Augsburger Silber- und Goldschmiedearbeiten belieferte; neben dem Fernhandel aber auch im Bankgeschäft tätig war. Er wurde Kammer- und Hofjuwelier des Wiener Kaiserhofs.

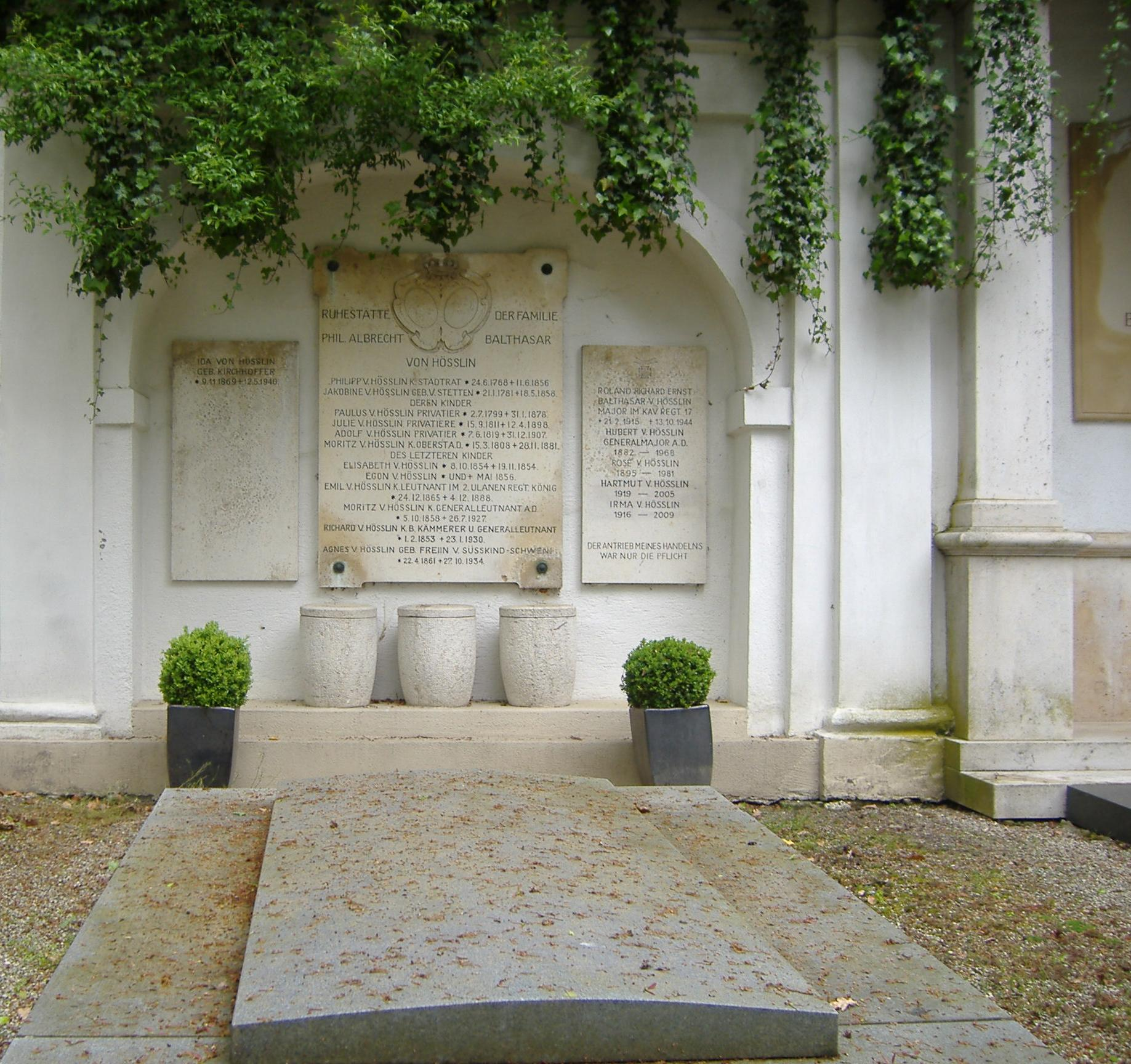
Grabstätte auf dem Protestantischen Friedhof Augsburg

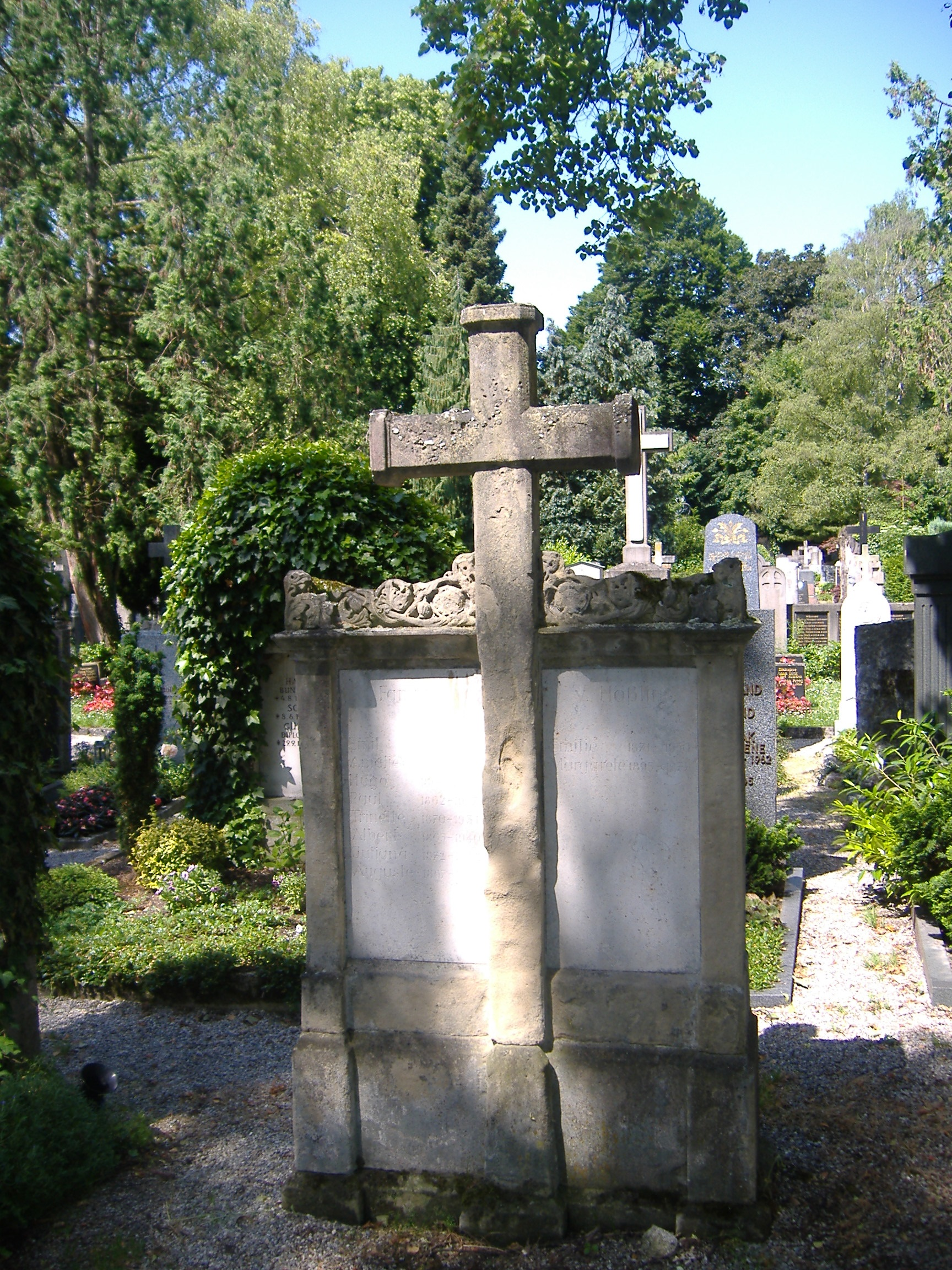
Aufgelassene Grabstätte auf dem Protestantischen Friedhof Augsburg

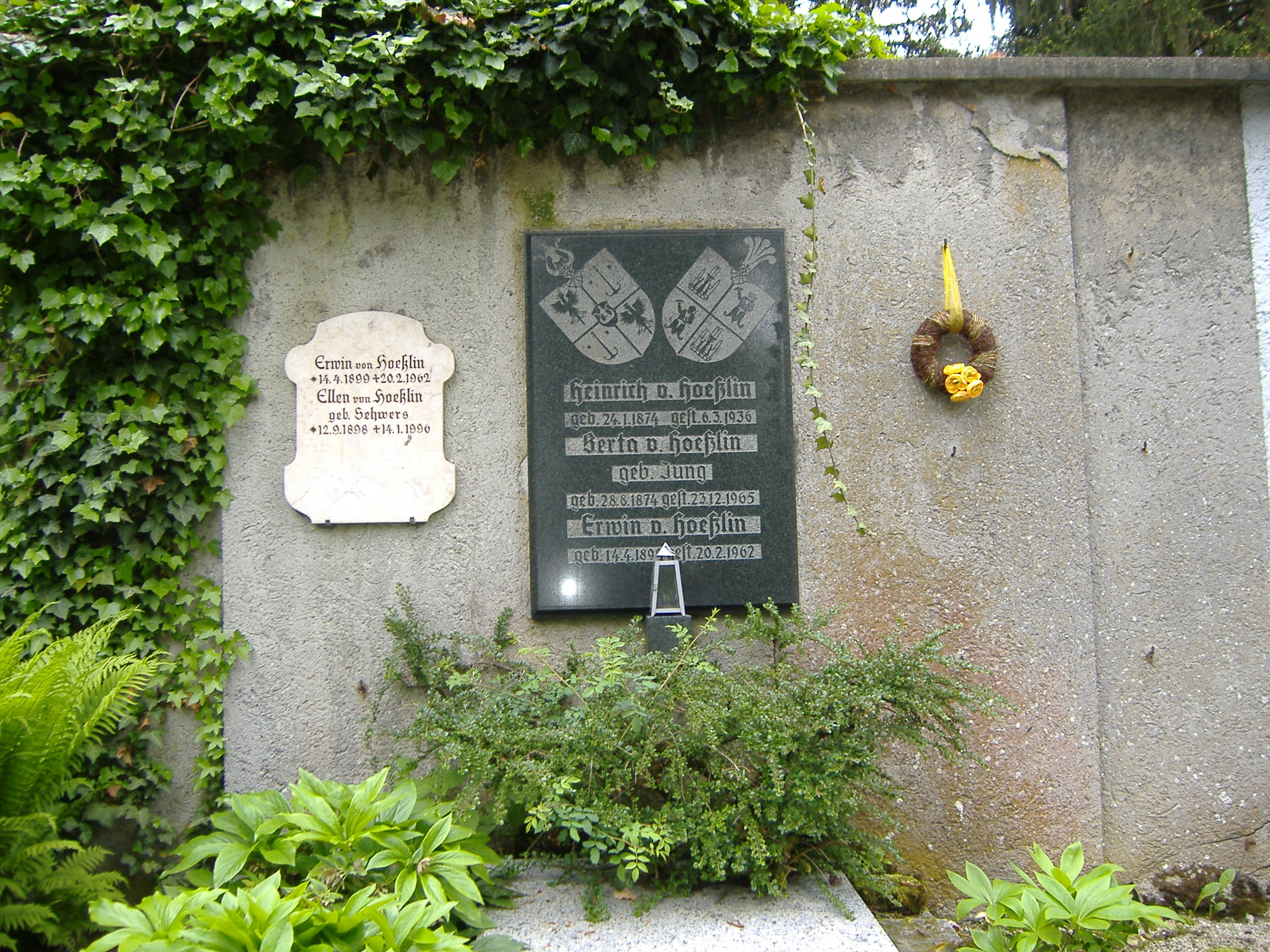
Grabstätte auf dem Protestantischen Friedhof Augsburg

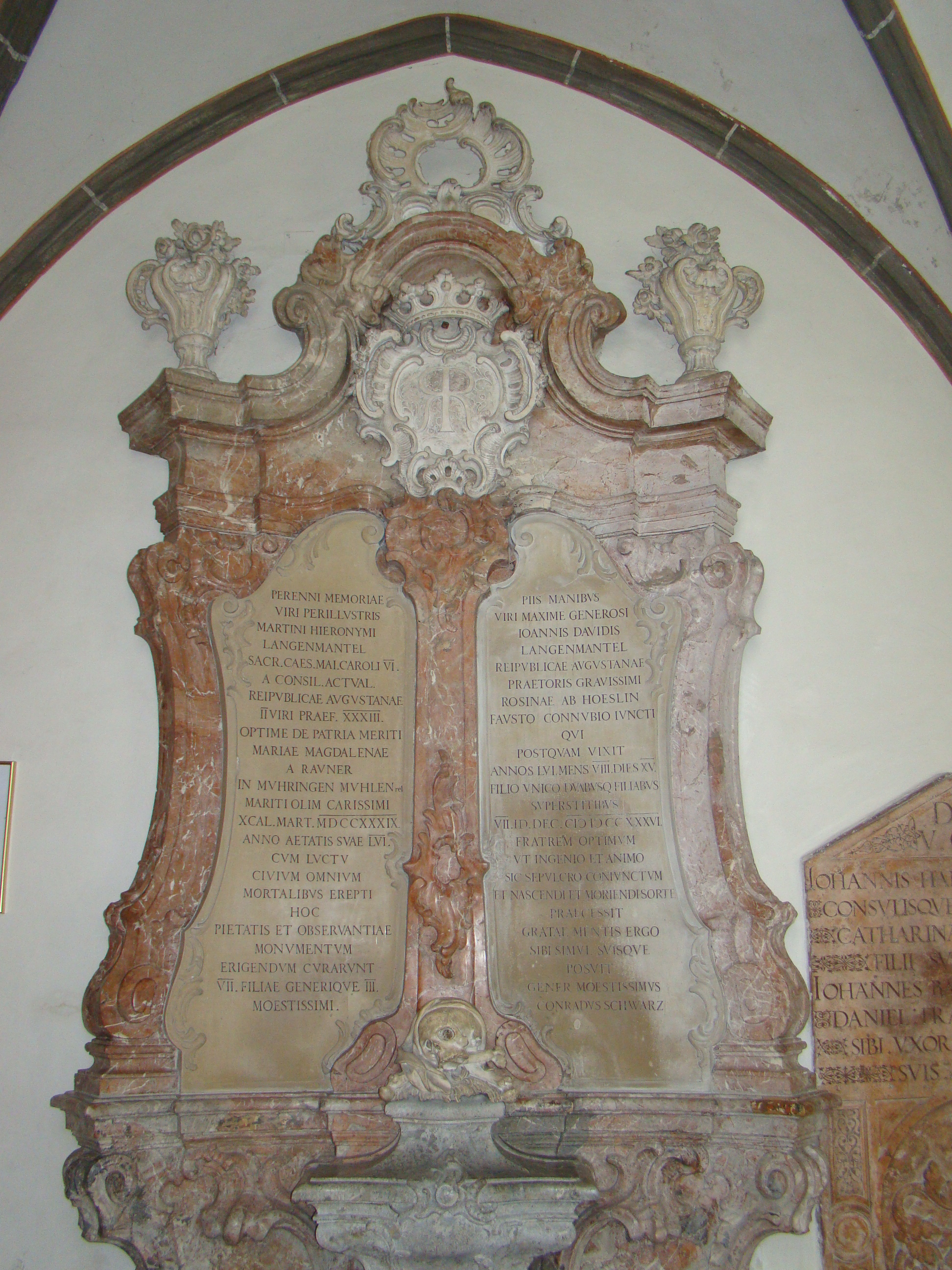
Epitaph St. Anna Augsburg

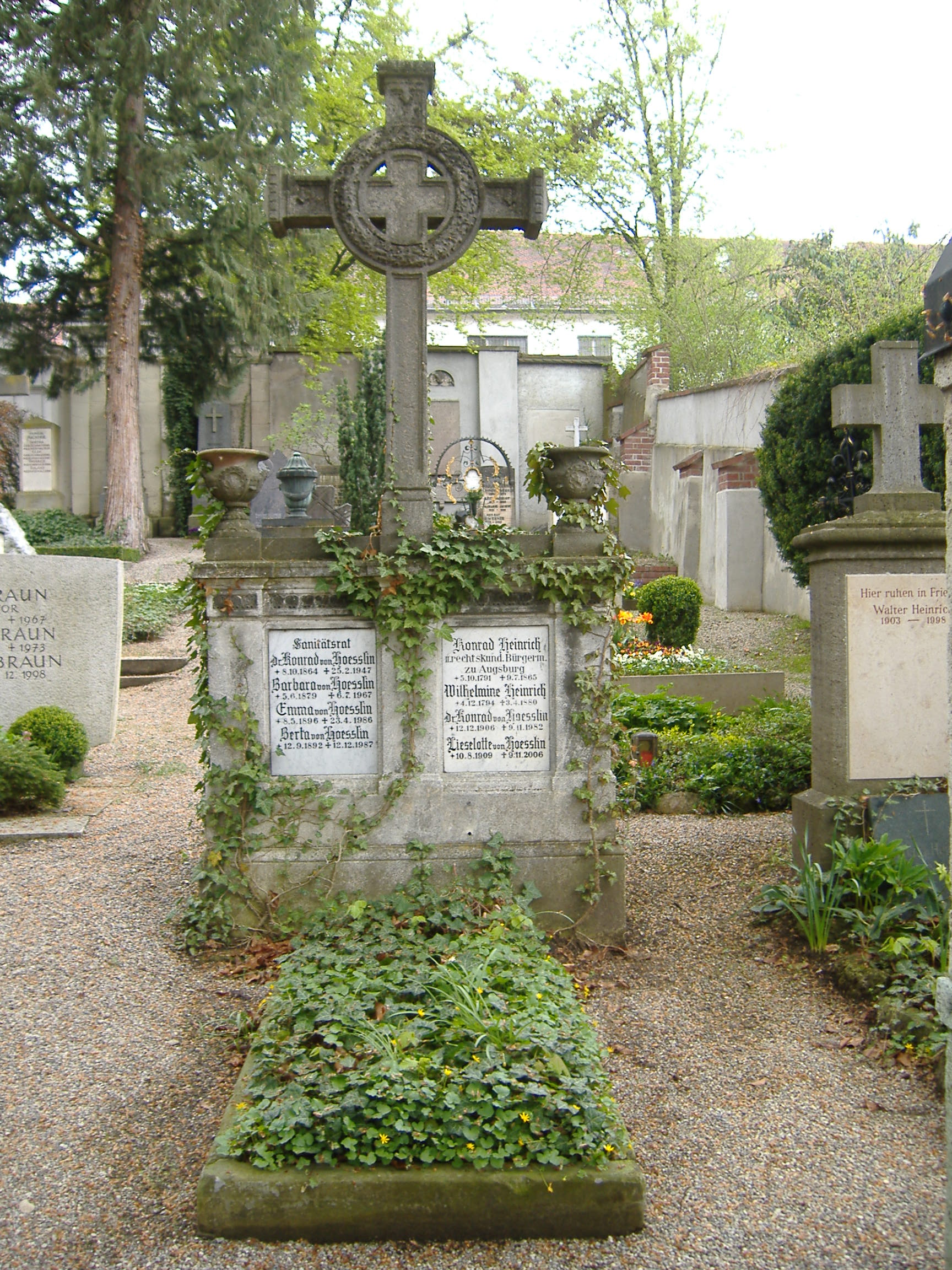
Familiengrab auf dem Protestantischen Friedhof in Augsburg

Am 29. Januar 1697 wurde Bartholomäus und später (1707) sein Bruder David in Wien durch Kaiser Leopold I. in den erblichen Reichsadelstand erhoben.
In das adelige Augsburger Patriziat wurde Bartholomäus am 20. Dezember 1697 aufgenommen.
Seither ist der Stammsitz der Familie v. Hößlin Augsburg
Ab 1710 wurde die Firma von Christoph (dem Jüngeren) von Rad und Bartholomäus’ Sohn Philipp Albrecht Balthasar von Hößlin (* 2. September 1690 Augsburg; † 1750 Augsburg) weitergeführt, seit 1716 verheiratet mit Sabina Barbara von Schnurbein; kaiserlicher Kämmerer und Hofjuwelier, seit 1714 Armeelieferant.
Ein wichtiger Auftraggeber war der sächsische König August der Starke. 1731 kam König Friedrich Wilhelm I. von Preußen mit Kronprinz Friedrich selbst nach Augsburg, um einen Großauftrag für Tafelsilber über 782.361 fl zu erteilen. 1737 mit Bartholomäus Falck aus Lindau Handelsdirektor von Rad & Hößlin in Wien; Gründung der Firma Hößlin & Falck, die bis um 1750 bestand. Auch Philipp Albrechts Nachkommen blieben Handel und Bankwesen verbunden. Niederlassungen u. a. in Venedig, Triest, Wien, Dresden, Leipzig, Warschau und St. Petersburg.
1810 und 1833 wurden Mitglieder derer von Hößlin im Königreich Bayern bei der Adelsklasse immatrikuliert.
Im frühen 19. Jahrhundert wanderten Teile der Familie nach Italien, während der Regierungszeit von König Otto I. von Bayern nach Griechenland, nach Russland und als Farmer nach Südafrika aus. In Griechenland gründete Julius von Hößlin 1839 die erste Bank des Landes. Sein Sohn Konstantin von Hößlin wurde zum Präsidenten der Verfassunggebenden Versammlung gewählt und hatte als solcher maßgebend die griechische Verfassung beeinflusst, die 1910 verabschiedet wurde.
Heute leben die größten Stämme der Familie in Bayern, Griechenland und Südafrika. Was die Genealogie der nach Russland ausgewanderten Hößlins, deren Söhne hohe Offiziersränge in der zaristischen Armee erreichten, betrifft, schreibt Hartmut von Hösslin:

„Es ist aus allen überlieferten Briefen etc. nicht bekannt, ob je einer dieses Zweiges einmal wieder in Augsburg zu Besuch war. Nach den Geburtsdaten der vierten Generation kann geschlossen werden, daß sie alle im Ersten Weltkrieg auf der Gegenseite und sofern sie überlebt haben, in den Revolutionswirren von 1917 als Adelige schwere Schicksale zu bestehen hatten“

Auf dem Protestantischen Friedhof in Augsburg befinden sich mehrere Grabstätten der adeligen Familie.
Traditionell treffen sich bis heute am Namenstag Balthasars, dem 6. Januar, in Augsburg die männlichen Nachkommen („Vetterles-Treffen“) in Augsburg.

## Wappen
Aus dem Urkunde von Leopold I:
„Und zu mehrer Gedächtnis solcher Erhöhung in den Adelsstand haben Wir ihm Bartholomä Hößlin sein bisher geführtes Wappen gnädigst konfirmiert und fürhin in ewige Zeit auf folgende Weis verbesserter und vermehrter zu führen und sich zu gebrauchen gegönnt und erlaubt: als da mit Rahmen einen Schild in vier Teile geteilt dessen hinterer unterer und vorderer oberer gelb oder goldfarbig, in deren jedem ein schwarzer einfacher gelbgekrönter Adler mit aufgehobenen Flügeln und ausspreizenden Füssen einwärts gestellter zu vermerken, in vordern unterm und hindern obern blau oder lasurfarben Schildsteil aber gerade abwärts hängend ein silberner Anker zwischen zwei goldenen sechseckigen Sternen: In Mitte des Schildes ist ein rotes Herzschildel, darinnen die Gestalt einer nackenden Meerfräulein in langen rückwärts abhängenden gelben Haaren, geziert mit einer güldenen Kron, auch um den Leib mit einem güldenen Band, mit beiden Händen dero doppelten meergrünen Schweif in Form zweier Büffelhörner, welcher Schweif zu Anfang und zu End mit güldenem Zierat geziert haltend: Auf dem Schild steht ein frei offener adeliger Turnierhelm mit einem anhängenden Kleinod und linkerseits mit rot und gelben, rechterseits aber mit blau und weissen abhängenden Helmdecken auch einer güldenen Kron über welcher die im Herzschild beschriebene Gestalt eines Meerfräulein abzusehen. Alsdann solch adelig Wappen und Kleinod in diesem Unserem Kaiserlichen libellweis geschriebenen Briefe auf folgenden Blattes erster Seiten gemalt und mit Farben eigentlich entworfen ist.“

## Namensträger
- Eduard Friedrich Balthasar von Hößlin (1789–1862)
- Emma von Hoesslin, geb. Maier (1884–1968), Stifterin und Philanthropin
- Erna von Hoeßlin, geb. Liebenthal (auch: von Hoesslin; 1889–1946), Opern-, Lied- und Konzertsängerin
- Franz von Hoeßlin (auch: von Hoesslin; 1885–1946), deutscher Dirigent
- George von Hoeßlin (1851–1923), Kgl. bayer. Kunstmaler
- Gustav von Hößlin (1854–1925), Leibarzt von König Ludwig III. von Bayern
- Hans von Hößlin (1880–1947), deutscher Generalleutnant
- Hans-Jürgen von Hößlin (* 1937), deutscher Flottillenadmiral
- Heinrich von Hoesslin (1878–1955), Humanmediziner, Professor für Innere Medizin, Stifter
- Hubert von Hößlin (1882–1968), deutscher Generalmajor
- Julius Heinrich Balthasar von Hößlin (1802–1849), Bankier und Kaufherr in Athen
- Konstantin von Hößlin (1844–1920), erster Präsident der griechischen Abgeordnetenkammer in Athen 1910
- Moritz von Hößlin (1858–1927), bayerischer Generalleutnant
- Ottilie Hermine Louise von Hößlin, verheiratet als O. von Voit (1819–1883)
- Richard von Hößlin (1853–1930), bayerischer Generalleutnant
- Roland von Hößlin (1915–1944), im Widerstand gegen Adolf Hitler einer der Hauptakteure des deutschen Militärs
- Rudolf von Hößlin (1858–1936), Geh. Sanitätsrat, Gründer und langjähriger Leiter der Kuranstalt Neuwittelsbach
- Sebastian Balthasar von Hößlin (1759–1845), von 1806 bis 1845 Stadtbaumeister der Stadt Augsburg
- Walter von Hoesslin (1910–1996), deutscher Bühnenbildner, Leiter des Max Reinhards Seminars
- Hermann von Hoesslin (* 1961), deutscher Humanmediziner[5]